# Међународна свемирска станица
Међународна свемирска станица — МСС (енгл. International Space Station — ISS; рус. Междунаро́дная косми́ческая ста́нция — МКС) је свемирска станица (вештачки сателит са људском посадом) у ниској Земљиној орбити.  МСС је заједнички пројекат у којем је водећу улогу имало пет свемирских агенција - НАСА (Сједињене Америчке Државе), Роскосмос (Русија), JAXA (Јапан), ЕСА (Европа) и CSA (Канада). Власништво над модулима станице као и њихово коришћење регулисано је међувладиним споразумима и договорима склопљеним наменски за пројекат МСС.
На МСС владају услови микрогравитације као и негостољубиви услови отвореног свемира (споља), тако да се она користи као истраживачка лабораторија за спровођење експеримената у многим пољима. Чланови посаде станице (космонаути и астронаути) спроводе експерименте на пољима опште биологије, биологије човека, физике, астрономије, метеорологије и многих других. Станица је такође погодно место за тестирање свемирских летелица и друге опреме која ће бити потребна за летове до Месеца и Марса. МСС одржава сталну орбиталну висину од око 400 километара изнад површине Земље; то се постиже повременим паљењем ракетних мотора на модулу Звезда или ракетним моторима роботских летелица за снабдевање које редовно посећују станицу. Станица направи једну орбиту око Земље за 92 минута и направи 15,5 орбита у току једног дана.
МСС је подељена на два дела - руски орбитални сегмент (којим управља Русија) и амерички орбитални сегмент (који користе остале земље). Роскосмос планира да свој сегмент станице користи најмање до 2024. године, а у једном тренутку предлагано је да се он одвоји од остатка станице и постане основа за нову руску станицу ОПСЕК (рус. Орбитальный Пилотируемый Сборочно-Экспериментальный Комплекс). Међутим, тренутно се планира да МСС у садашњој конфигурацији остане у употреби најмање до 2030. године.
Изградња МСС почела је 1998. године лансирањем у орбиту руског модула Зарја. Од 2. новембра 2000. године на станици непрекидно борави људска посада и то је најдужи непрекидни боравак људи у свемиру. Претходни рекорд постављен је на руској станици Мир. Последњи већи модул додат је 2011. године, мада је 2016. лансиран модул на надувавање BEAM који служи као демонстрација технологије. Планирано је још неколико модула, већином за руски сегмент станице, који ће бити лансирани у наредних пар година. МСС је далеко највећи вештачки објекат у ниској Земљиној орбити и често се може видети голим оком. Станица се састоји од великих модула под притиском, носеће греде која служи као „кичма”, фотонапонских ћелија, радијатора, отвора за спајање долазећих летелица, платформи за експерименте и роботске руке. Највећи делови станице лансирани су руским ракетама-носачима Протон и Сојуз и америчким спејс-шатловима.
МСС је девета по реду свемирска станица на којој су у дужим интервалима боравиле људске посаде. Пре ње то су биле совјетске станице Саљут и Алмаз, совјетска/руска станица Мир (прва модуларна станица и претеча МСС), као и америчка станица Скајлаб. МСС редовно посећују разне летелице (капсуле) које превозе космонауте и опрему. За транспорт људи примарно се користи руска капсула Сојуз. Раније је за то коришћен и спејс-шатл, а од 2020. користиће се и америчке комерцијалне капсуле Драгон 2 и CST-100. Од беспилотних летелица раније је коришћен европски ATV, а тренутно су у употреби руски Прогрес, јапански HTV и амерички Драгон и Сигнус. Тренутно само летелица Драгон може да врати терет на Земљу по окончању мисије, док остале беспилотне летелице сагоревају при повратку у атмосферу и користе се за изношење отпада и вишка опреме са станице.
На МСС су боравили космонаути, астронаути и свемирски туристи из 19 различитих земаља. До априла 2020. на станици је боравило 242 људи, многи од њих у више наврата. Из САД 153 особе, из Русије 48, из Јапана 9, из Канаде 8, из Италије 5, из Француске 4, из Немачке 3 и по једна особа из Белгије, Бразила, Данске, Казахстана, Малезије, Холандије, Јужне Африке, Јужне Кореје, Шпаније, Шведске, Уједињених Арапских Емирата и Уједињеног Краљевства.

## Израда
Пошто је Међународна свемирска станица заједнички подухват више држава учесница, пресуризовани модули и остале компоненте станице израђене су у фабрикама или наменским постројењима широм света. Услед тога, била је потребна изузетна координација између тимова који су говорили различитим језицима, користили различите методе дизајнирања, израде и испитивања компоненти за свемирско окружење. При самом планирању МСС тимови из свих држава учесница ускладили су дизајн свих најважнијих компоненти, а нарочито оних где је долазило до спајања два модула из различитих држава. Све компоненте станице морале су да буду израђене у највишем квалитету, са најмањим маргинама грешке, како би трајале најмање неколико деценија или дуже. Ово је био један од разлога због којих је НАСА током 1990-их званично прихватила метарски систем јединица, да би се ускладила са свим осталим свемирским агенцијама.
Средином 1990-их модули Дестини, Јунити, сегменти Греде и фотонапонских ћелија израђени су у свемирском летачком центру Маршал (Хантсвил) и постројењу Мишуд (Њу Орлеанс). Затим су пребачени у два постројења свемирског центра Кенеди на Флориди, где су обављене све провере, дораде и припреме за лансирање.
Сви руски модули станице израђени су у постројењима државног истраживачког и производног свемирског центра Хруничев, надомак Москве. Модул Звезда првобитно је 1985. године направљен за свемирску станицу Мир-2, која је требало да наследи станицу Мир, али се од тих планова одустало након распада СССР, тако да је употребљен као сервисни модул за МСС.
Модул Колумбо Европске свемирске агенције израђен је у Европском свемирском истраживачком и технолошком центру (ESTEC), у Холандији, мада је велики број компоненти израђен широм Европе па послат на завршну монтажу. Модули Хармони, Тренквилити, Леонардо и Купола такође су израђени на европском тлу, у фабрикама свемирског центра Кан-Манделије на југу Француске. Након израде трупа и основних структурних компоненти, ови модули пребачени су авионом на Флориду, где су довршени и спремљени за лансирање.
Јапански експериментални модул Кибо (два пресуризована модула и екстерна палета за експерименте) израђен је у постројењима JAXA широм Јапана, а затим послат на завршну мотажу у свемирски центар Цукуба и Институт за свемирске и астронаутичке студије. Након комплетирања, модули су авионом и бродом послати на припреме за лансирање на Флориду.
Мобилни систем за сервисирање, који се састоји из роботске руке Канадарм2 и робота Декстре, израђен је у неколико постројења у Канади и САД под уговором за Канадску свемирску агенцију.

## Састављање
Састављање Међународне свемирске станице, које је само по себи представљало највећи подухват у историји свемирске архитектуре, отпочело је крајем 1998. године. Руски модули лансирани су ракетама-носачима и у орбити би се аутоматски спајали један са другим, са изузетком модула Расвјет (СТС-132). Сви остали модули лансирани су у теретном простору америчког спејс-шатла и по спајању са МСС морали су роботском руком Канадарм 2 да буду постављени на место уградње, а у самој инсталацији највећи део посла обављали су астронаути током свемирских шетњи. Од почетка састављања до последње мисије шатла 2011. године астронаути и космонаути провели су укупно више од 40 дана у свемирским шетњама да би завршили МСС. Већина шетњи спроведена је из хипобаричне коморе станице Квест, а мањи број из хипобаричне коморе шатла и руских модула Пирс и Поиск. Током свих мисија састављања станице водило се рачуна о бета углу (изложености Сунчевој светлости), како не би дошло до прегревања шатла.
Први модул МСС, назван Зарја, лансиран је 20. новембра 1998. године са космодрома Бајконур ракетом Протон-К. Овај руски модул садржао је погонски систем (мале ракетне моторе), систем за контролу оријентације, комуникациони и систем напајања (преко фотонапонских ћелија), али није садржао систем за одржавање животних услова који је био неопходан за људску посаду. Две седмице касније мисијом спејс-шатла СТС-88 (орбитер Ендевор) лансиран је пасивни амерички модул Јунити; овај модул спојен је са модулом Зарја уз помоћ роботске руке и астронаута током свемирске шетње. Модул Јунити опремљен је на предњем и задњем крају са два пресуризована адаптера за спајање (енгл. Pressurized Mating Adapter - PMA); један је искоришћен за спајање са модулом Зарја, док је други остао слободан да се са њим може спојити шатл током мисије. У то време руска станица Мир и даље је имала сталну посаду, тако да фокус и даље није био на МСС која је наредне две године била без посаде. Коначно, 12. јула 2000. године ракетом Протон-К лансиран је руски модул Звезда, сличан главном модулу станице Мир. Овај модул ушао је у орбиту и попео се на одређену висину где су отворене фотонапонске ћелије; тиме је Звезда постала пасивна мета за Зарју, која је својим ракетним моторима и аутоматским системом КУРС успешно спровела спајање. Недуго након тога главне команде пребачене су на рачунаре Звезде која од тада контролише орбиталну висину станице. Звезда је опремљена одајама за спавање, тоалетом, кухињом, системима за уклањање угљен-диоксида из ваздуха, регулацију влажности ваздуха и генерацију кисеоника, опремом за физичке вежбе као и опремом за комуникацију са контролорима на Земљи. Овим су стечени сви услови да на станицу дође прва посада.
Прва стална посада, Експедиција 1, на станицу је стигла у новембру 2000. године летелицом Сојуз ТМ-31. Посаду су чинили космонаути Сергеј Крикаљов и Јуриј Гидзенко и астронаут Вилијам „Бил” Шеперд. На крају првог дана експедиције, Бил је затражио дозволу да се као позивно име при комуникацији са Земљом користи „Алфа”, назив који су он и Крикаљов преферирали у односу на помало дугачко „Међународна свемирска станица”. Назив Алфа је током 1990-их у САД био радни назив за будућу орбиталну станицу, коју је НАСА планирала у сарадњи са својим партнерима. Шепард је током конференције за новинаре пред лансирање подсетио на поморску традицију приликом поринућа новог пловила: „Већ хиљадама година људи су одлазили на пучину својим пловилима. Народ је ова пловила конструисао и изградио сопственим рукама; веровао је да ће њихово именовање донети добру срећу посади и омогућити им да без потешкоћа спроведу мисију до краја”. Међутим, овај назив није наишао на одобравање код тадашњег директора РКК Енергије, Јурија Семенова, који је сматрао да је прва модуларна свемирска станица била Мир, па би адекватан назив за МСС био Бета или Мир 2.
Експедиција 1 отпочела је тачно између мисија шатла СТС-92 и СТС-97. Током ове две мисије на станицу су додати први сегменти Греде МСС који су садржали опрему за бољу комуникацију са контролорима на Земљи, пренос ТВ слике, и значајно проширење енергетских капацитета станице путем нових, великих фотонапонских ћелија. У наредне две године наставило се са изградњом станице. Руском ракетом Сојуз-У лансиран је модул Пирс који је служио за спајање летелица Сојуз и Прогрес, али и као комора из које су могле да се спроводе свемирске шетње. Орбитери Дискавери, Атлантис и Ендевор су током мисија доставили нове модуле - лабораторију Дестини и хипобаричну комору Квест, канадску роботску руку Канадарм2 као и још неколико сегмената Греде.
Изградња је обустављена након несреће орбитера Колумбија (фебруар 2003. године) у којој је погинуло свих седам чланова посаде. Истрага је трајала две године током којих није било летова шатла. Коначно, састављање станице настављено је 2005. мисијом СТС-114 орбитера Дискавери. У наредних годину дана шатловима је достављено још сегмената Греде, међу којима су други и трећи сет фотонапонских ћелија, па је тиме енергетски капацитет станице довољно појачан да је могло да се дода још пресуризованих модула. Лансирани су чвор за логистику Хармони и европска лабораторија Колумбо. Убрзо након њих лансирана су и прва два модула велике јапанске лабораторије Кибо. У марту 2009. године мисија СТС-119 доставила је четврти и последњи сет фотонапонских ћелија, чиме је Греда МСС била комплетирана. У јулу исте године достављен је трећи део лабораторије Кибо (екстерна платформа), а након њега лансиран је руски модул Поиск. Трећи чвор за логистику - Тренквилити, лансиран је у фебруару 2010. мисијом СТС-130, са са њим и Купола, док је у лето исте године лансиран руски модул Расвјет. Ово је једини руски модул који је лансиран америчким шатлом, у замену за лансирање модула Зарја (руском ракетом) чију су изградњу финансирале САД. Последњи пресуризовани модул америчког сегмента станице, Леонардо, лансиран је у фебруару 2011. орбитером Дискавери (СТС-133). Мисијом СТС-134 достављен је детектор елементарних честица AMS (енгл. Alpha Magnetic Spectrometer), инструмент којим ће научници трагати за антиматеријом у космичким зрацима.
Од краја 2011. године, када је пензионисан спејс-шатл, Међународна свемирска станица има 15 пресуризованих модула. У плану је лансирање још пет - Европска роботска рука (2021), Наука (2021, одлагана више пута), Причал (2022), НЕМ 1 и НЕМ 2 (2023—2024). Модул Наука биће главни руски модул за истраживање, а са њим ће бити лансирана и Европска роботска рука која ће моћи да се креће по целом руском сегменту станице.

## Структура
Међународна свемирска станица је модуларна орбитална станица треће генерације. Модуларне станице добиле су назив по „модулима” од којих су састављење; сваки модул могуће је одвојити од остатка станице или додати нови у неком тренутку.

### Пресуризовани модули

#### Зарја
Зарја (рус. Заря́, у преводу зора), такође позната као функционални теретни блок, или на руском Функционально-грузовой блок (ФГБ), је први модул МСС који је лансиран у орбиту. Овај модул обезбедио је електричну енергију, складишни простор, погон и системе за навигацију и оријентацију у почетку изградње станице. Сада су те функције пренете на друге модуле, док се Зарја примарно користи за складиштење опреме, кисеоника, воде и осталих намирница, док се у резервоарима који се налазе на спољашњости овог модула складишти гориво које се користи за периодично сагоревање мотора како би се одржала орбитална висина. Модул је дизајниран на основу некадашњих совјетских летелица ТКС (рус. Транспортный корабль снабжения), које су крајем 1960-их развијене за снабдевање свемирских станица Алмаз и Саљут. Сам назив модула - зора, свануће, симболише освит новог доба међународне сарадње у истраживању свемира. Иако је модул направљен у Русији, власник модула (и финансијер) су САД.
Изградња Зарје трајала је од децембра 1994. до јануара 1998. године и поверена је центру Хруничев, чији се производни погон налази надомак Москве. Модул је цилиндричног облика, спољашњег пречника 4,11 метара, дужине 12,56 метара, док је његова маса при лансирању била 19.323 килограма. Након завршетка изградње модул је пребачен до космодрома Бајконур на финалне припреме. Лансирање првог модула станице спроведено је 20. новембра 1998. године ракетом Протон. Модул је лансиран у ниску Земљину орбиту, на 400 километара надморске висине, са дизајнираним роком трајања од најмање 15 година. Само две седмице касније лансиран је амерички шатл Ендевор чијом мисијом СТС-88 је отпочело састављање станице.

#### Јунити
Модул за спајање Јунити (енгл. Unity, у преводу јединство или заједница), познат и под инжењерским називом Чвор 1, први је амерички модул лансиран током изградње МСС. Овај модул спаја амерички и руски сегмент станице и у њему посада често организује заједничке оброке и дружења. Место је где се најчешће гледају преноси спортских догађаја, филмови и други видео садржаји.
Физички, модул је цилиндричног облика, са шест отвора за спајање преко којих се може спојити са другим модулима - предњи, задњи, леви, десни, надир (доњи) и зенит (горњи). Спољашњи пречник модула је 4,57 метара, дугачак је 5,47 метара, а у изградњи највише је коришћен нерђајући челик. При лансирању маса модула износила је 11.612 килограма. Изградила га је компанија Боинг у свом постројењу у склопу Свемирског центра Маршал у Хантсвилу (Алабама). Јунити је први од три модула за спајање - друга два су Хармони и Тренквилити.
Јунити је лансиран у орбиту непуне две седмице након првог модула - Зарја, мисијом СТС-88 спејс-шатла Ендевор у децембру 1998. године. Била је то прва мисија са људском посадом посвећена изградњи Међународне свемирске станице. Посада је из теретног простора шатла прво роботском руком лагано извукла модул Јунити и спојила га са отвором за спајање шатла. Затим су роботском руком ухватили Зарју коју су морали одређеном брзином (око 10 cm у секунди) да „забију” у отвор за спајање америчког модула, како би симулирали брзину при којој се спајају руске летелице Сојуз и Прогрес, а тиме се активира механизам за закључавање споја између два заптивна прстена. (Видео) Током мисије спроведено је и три свемирске шетње, током којих су астронаути спојили каблове, црева и другу опрему између два модула.

#### Звезда
Звезда (рус. Звезда́), ДОС-8, познат и као сервисни модул Звезда, је руски модул МСС. Звезда је трећи по реду модул станице, и у њему се налазе све виталне компоненте за одржавање услова за живот космонаута на МСС, уз мање системе у америчком сегменту, као и кабине космонаута у којима они спавају и имају приватност за разговоре са својом породицом и слично. Звезда представља структурни и функционални центар руског орбиталног сегмента МСС.
Модул је произвела компанија РКК Енергија, док је одређен део израде као подизвођач одрадила позната компанија Хруничев. Основна конструкција Звезде направљена је средином 1980-их, а модул је тада био намењен као језгро будуће орбиталне станице Мир 2. Самим тим, Звезда је најсличнија модулу ДОС-7, који је био језгро станице Мир. Дизајн ових модула развијен је још у време дизајнирања станица Саљут, са којим имају доста заједничког. Основна структура Звезде завршена је у фебруару 1985. године, а унутрашње опремање завршено је до октобра 1986. године. Модул је цилиндричног облика, дужине 13,1 метар, пречника 4,35 метара, масе 20.320 кг (22.776 кг при лансирању), а распон фотонапонских ћелија када су отворене је 29,7 метара.
Лансиран је ракетом Протон-К, 12. јуна 2000. године и спојио са са МСС 26. јула у 01.45 УТЦ. При овом лансирању први пут је на ракети била реклама неке компаније – лого ресторана Пица хат, за који је наводно плаћено више од милион долара. Новац је помогао компанији Хруничев и руским агенцијама за рекламирање које су осмислиле овај догађај.

#### Дестини
Лабораторија Дестини (енгл. Destiny, у преводу судбина) је примарни истраживачки модул америчког сегмента МСС. Спојен је са модулом Јунити и активиран током периода од пет дана у фебруару 2001. године. Дестини је прва перманентна орбитална истраживачка лабораторија коју САД поседује још од када је напуштена станица Скајлаб у фебруару 1974. године.
Компанија Боинг започела је изградњу модула масе 14,5 тона 1995. године, који је у то време представљао најмодернију истраживачку лабораторију. Модул је цилиндричног облика, дужине 8,4 метра, пречника 4,2 метра,а израђен је у Маршаловом центру за истраживање свемира, који се налази у Хантсвилу у Алабами. Дестини је превезен до свемирског центра Кенеди на Флориди 1998. године, а затим је у августу 2000. године предат агенцији НАСА за последње провере пред лансирање. Модул је лансиран 7. фебруара 2001. године спејс-шатлом Атлантис, мисија СТС-98.
Астронаути у овом модулу раде на истраживањима и експериментима у разним научним дисциплинама. Научници из целог света користе податке прикупљене из тих истраживања како би проширили сазнања из области медицине, инжењерства, биотехнологије, физике, науке о материјалима и науке о Земљи.

## Занимљивости
НАСА је на својој службеној страници објавила фотографију Београда из Земљине орбите коју је направила 34. посада на Међународној свемирској станици, 5. марта 2013. године. Београд је фотографисан са дигиталном камером Никон D2Xs.